# Riltons Vänner
Riltons Vänner, är en svensk a cappella-grupp (sånggrupp) från Stockholm med bakgrund i Adolf Fredriks musikklasser, bildad hösten 1999. Gruppen upphörde att sjunga sommaren 2010, men tog upp samarbetet igen maj 2015 i samband med att de släppte en cover på Måns Zelmerlöws Eurovisionvinnande låt "Heroes".
Gruppen medverkar regelbundet som kör åt Electric Banana Band, som efterträdare till bröderna Rongedal. Sångarna är då utklädda till flamingor.
Gruppen har framträtt på Stockholms stadsteater och vid Riksmötets öppnande.

## Medlemmar
- Linnéa Rilton (född Olsson) (sopran)
- Mia Greayer (född Öhman) (alt)
- Johanna Cervin (alt)
- Daniel Greayer (tenor)
- Sebastian Rilton (bas)

### Tidigare medlemmar
- Ida Lidwall, (född Carnestedt) (alt)
- Mathilda Lindgren (mezzosopran)
- Matilda Lindell (sopran)

## Diskografi
- Kompis (2002)
- Kamrat (2003)
- Här är passion (2005)[3]
- De vill att vi bugar och niger (2008)[4]
- Japanmix (2009)[5]
- Orkar, Orkar Inte (2019)